# 环戊丙酸雌二醇
环戊丙酸雌二醇（缩写EC，商品名有Depo-Estradiol等）是一种有机化合物，化学式C
26H
36O
3，属于一种雌二醇的17β酯，其复方药環戊丙酸雌二醇/醋酸甲羥孕酮列入世界卫生组织基本药物标准清单。